# Stefanie Martens
Stefanie Martens (Bielefeld, 1988) is een Duitse singer-songwriter uit Berlijn.

## Stefany June
Ze studeerde op de ArtEZ Popacademie in Enschede en onder pseudoniem Stefany June begon ze daar muziek te maken en uit te brengen. Eerste single Summer werd maart 2011 uitgeroepen tot 3voor12 Hollandse Nieuwe. Na het winnen van een bandwedstrijd verdiende ze een plek op het Hard Rock Calling Festival in Hyde Park (Londen) waar ze geprogrammeerd stond tussen o.a. Bon Jovi en Kaiser Chiefs en werd ze uitgenodigd om bij De Wereld Draait Door te spelen. Later dat jaar won Stefany June ook de publieksprijs van de Popprijs Overijssel en bereikte ze de finale van De Grote Prijs van Nederland.
In 2013 brengt ze debuut ep Dibadi uit en deed ze mee aan het programma De beste singer-songwriter van Nederland
Februari 2014 brengt ze haar debuutalbum uit met "animalistic" thema, waarop volgend ze werd uitgenodigd bij BNN That's Live met Eric Corton en meermaals bij 3FM speelde, o.a. bij Giel Beelen. Michiel Veenstra benoemd single Is It The Whiskey? tot zijn DJ Favorite. Dat jaar filmt ze ook een concertregistratie voor Ziggo On Demand samen met Wouter Hamel en Rita Zipora.
In 2015 brengt ze single Circle With Me uit, een duet en samenwerking met Marnix Dorrestein.
De eerste bezetting van Stefany June bestond uit bassist Sem Christoffel (Vandenberg's MoonKings), gitarist Peter Muller, drummer Philip Coenen, samples/elektronica Julian Enequist en toetsenist Gert Zomer. Voor de album release en daaropvolgende tours blijft Coenen en bestond de bezetting verder uit bassist Julian Domke (LOTTE), samples/elektronica/toetsenist Sam van Doorn en gitarist Francesco Taranto (Knarsetand), met wie ze later zal schrijven en produceren voor O-SHiN.
Voor Stefany June liet Stefanie zich inspireren door Scandinavische acts als Lykke Li, Ane Brun en The Asteroids Galaxy Tour, met die laatste speelde ze ook samen en werd ze dikwijls vergeleken.

## Wolf & Moon en O-SHiN
Na de naam Stefany June achter zich te laten vormt ze het duo Wolf & Moon met partner Dennis de Beurs. Hun muziek doet denken aan Angus & Julia Stone en The XX. Ze werken met multi-platinum Grammy-genomineerde Zweedse producer John Andersson (Zoo Brazil) en brengen een ep en twee albums uit.
Onder nieuw pseudoniem O-SHiN werkt ze met Stefany June-gitarist Francesco Taranto en Thomas Azier-producer Robin Hunt aan 2018 debuut-ep I/∞ (First of Infinity). In 2022 volgt album II/∞ (Second of Infinity).
Beide projecten genieten goede recensies

## Podcast en ander werk
Gedurende 2020 maakte ze de podcast From Artist To Artist waarvoor ze Nederlandse musici Tommy Ebben (Komodo) en Robin Piso (DeWolff) ontvangt naast een scala internationale Indie artiesten en andere collega songwriters.
Ze is naast haar autonome werk ook songwriter voor Universal Music publishing.